# Герб Ужгорода
Герб У́жгорода — офіційний герб міста Ужгород Закарпатської області, затверджений рішенням Ужгородської міської ради від 14 червня 1990 року.

## Опис герба
Герб Ужгорода є німецьким щитом на синьому полі якого зображено, як із землі ростуть три золоті виноградні лози, що перетинають одна одну, з трьома листочками та двома гронами винограду на них.

## Історія герба
Кольорове зображення герба Ужгорода відоме з 1701 року.
12 грудня 1905 року Міністерство внутрішніх справ Угорщини у своєму листі переслало до Ужгорода офіційний опис герба: «Щит в стилі бароко, синього кольору, на якому із зеленої землі росте виноградний кущ з трьома виноградними лозами, з яких крайні посередині щита перетинають одна одну і з них звисає по одному грону, а з кожної із трьох лоз звисає по одному зеленому листку».
На будівлі міської лікарні в 1913 році був зображений герб, де лози й листя винограду були вилиті із золота. Саме така кольорова гама вважається «справжньою», тобто такою, яка відповідає первинному вигляду герба.

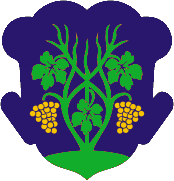
Герб Ужгорода зразка 1701 року

24 січня 1984 року було затверджено «радянський» герб Ужгорода. Поле щита стало червоним, було додано серп і молот. Кущ винограду з лозами, листям і плодами було збережено.
Історичний герб Ужгорода: «на синьому полі три золоті виноградні лози з листям і плодами» було відновлено як офіційний герб Ужгорода 14 червня 1990 року Ужгородською міською радою.

Герб Ужгорода за більшовицької окупації

## Виноград на гербі Ужгорода

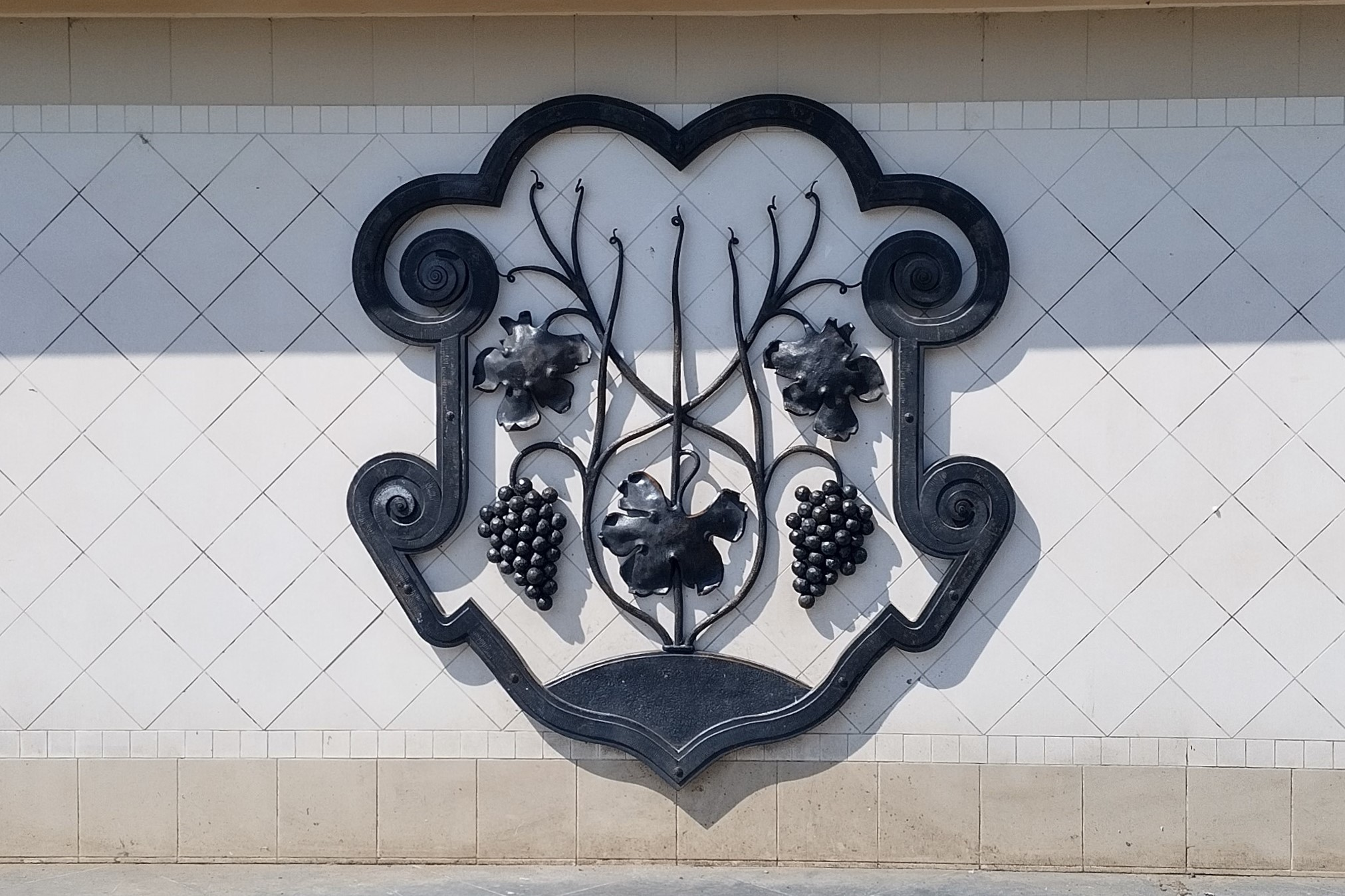
Кований залізний герб Ужгорода на фасаді будівлі на Театральній площі

Існують відомості, що виноград на Ужгородщині вирощували вже в III столітті. Перші кочові племена угрів, які прийшли в Дунайську улоговину із Сходу на початку Х століття, очевидно, завезли середньоазійські пізні столові сорти винограду. У 1254 році угорський король Бела IV запросив німецьких та італійських виноградарів та виноробів (вінцлерів) для заселення спустошеної місцевості. На початку XVI століття виноробство тут почало розвиватися інтенсивніше. Ужгородські вина йшли не тільки для забезпечення потреб населення і місцевих феодалів, але потрапляли й на королівський стіл.
З першої половини XVI століття і до XVII століття виноробство на Ужгородщині розвивалося під впливом виноробних районів Причорномор'я. У період турецького протекторату під виноградники були освоєні майже всі південні схили вулканічних пагорбів Ужгородщини. Можливо, саме в цей час побудували перші винні підвали в Ужгороді. Однак, відповідно до феодального порядку, селянин міг пити вино, виготовлене зі свого винограду, тільки у визначений паном період, який, як правило, обмежувався декількома тижнями Різдвяних та Пасхальних свят. Це значно гальмувало розвиток торгового обміну, негативно відбивалося на рівні життя місцевого населення та сповільнювало зростання сільських населених пунктів.